# Строкач, Тимофей Амвросиевич
Тимофе́й Амвро́сиевич Строка́ч (4 марта 1903, Белоцерковицы, (ныне Астраханка) Приморская область, Российская империя — 15 августа 1963, Киев, СССР) — советский военный и государственный деятель.
Генерал-лейтенант (1944). Член ВКП (б)-КПСС с 1927 года. Член ЦК КП(б) УССР (1938—59). Депутат Верховного Совета СССР (1946—54 гг.). Народный комиссар (министр) внутренних дел Украинской ССР (НКВД УССР; 16 января 1946 года — 19 марта 1953 года и 3 июля 1953 года — 31 мая 1956 года).

## Биография
Родился в бедной семье крестьянина-переселенца. Украинец. В 1914 году окончил Белоцерковский сельскую школу Приморской области.
В 1919—1922 годах — участник красного партизанского движения на Дальнем Востоке. С 1924 года служил в пограничных войсках НКВД СССР красноармеец 58-го Никольско-Уссурийского пограничного отряда станции Иман на Дальнем Востоке. В 1925—1927 годах обучался во 2-й Харьковской пограничной школе. В 1927—1929 годах — помощник начальника заставы 56-го Благовещенского пограничного отряда на Дальнем Востоке, в 1929—1932 годах — помощник коменданта и начальник школы младшего командного состава 53-го Даурского пограничного отряда на Дальнем Востоке. в 1932—1933 годах — слушатель Высшей пограничной школы ОГПУ.
Член ВКП(б) с 1927 года.
В 1933—1935 гг. — командир маневренной группы 20-го Славутского пограничного отряда УССР, в 1935—1936 гг. — помощник начальника 24-го Могилев-Подольского пограничного отряда УССР. В 1936—1938 гг — начальник отделения штаба 24-го Могилев-Подольского пограничного отряда УССР. В январе-мае 1938 г. — командир 162-го полка НКВД в городе Ворошиловграде, в мае-июле 1938 г. — начальник штаба 24-го Могилев-Подольского пограничного отряда УССР. В 1938—1940 гг. — начальник 25-го Тираспольского пограничного отряда НКВД УССР, в 1940—1941 гг. — начальник 25-го Кагульского пограничного отряда НКВД Молдавской ССР.
В 1941—1946 гг. — заместитель народного комиссара внутренних дел Украинской ССР. Участник обороны Киева и Москвы. В 1942—1945 годах начальник Украинского штаба партизанского движения.
В 1945—1946 годах — начальник Управления по борьбе с бандитизмом (УББ) и одновременно заместитель народного комиссара внутренних дел Украинской ССР, а с января 1946 — нарком/министр внутренних дел Украинской ССР. Непосредственно руководил операциями против формирований Украинской повстанческой армии. Под его непосредственным руководством и при его участии был ликвидирован один из лидеров УПА Клим Савур (Клячкивский). (Операция по ликвидации Клячкивского описана в очерке «Тимофей Строкач» сборника «Пограничники» серии ЖЗЛ). Проводил массовые аресты на Западной Украине.
19 марта 1953 года был освобождён от должности министра и понижен до начальника управления МВД СССР по Львовской области. Вместо него Л. П. Берия назначил министром внутренних дел своего ставленника П. Я. Мешика.
После ареста Л. П. Берии и затем — П. Я. Мешика, с июля 1953 по 1956 год — вновь министр внутренних дел Украинской ССР.
В 1956—1957 годах — заместитель министра внутренних дел СССР, одновременно начальник Главного управления пограничных и внутренних войск МВД СССР.
В марте 1957 года был уволен в отставку по болезни.
Похоронен в Киеве на Байковом кладбище.

## Память
В его честь была названа одна из улиц Киева, сейчас улица Семьи Стешенкив.

## Награды
- 3 ордена Ленина (в том числе 23.01.1948)
- 3 ордена Красного Знамени
- орден Суворова I степени
- орден Отечественной войны I степени
- 2 ордена Красной Звезды
- медали